# Kaewkalaya Kamulthala
Kaewkalaya Kamulthala (taj.: แก้วกัลยา กมุลทะลา; ur. 7 sierpnia 1994 w Tajlandii) – tajska siatkarka grająca jako środkowa. Obecnie występuje w drużynie Chang Bangkok.